# مظفرالدین‌شاه در جشن عید گل
مظفرالدین‌شاه در جشن عید گل یک فیلم مستند و در واقع، نخستین فیلمِ تاریخ سینمای ایران است که در روز سه‌شنبه ۲۳ مرداد ۱۲۷۹ خورشیدی مطابق با ١۴ اوت ١٩٠٠ میلادی ساخته شد.

## خلاصه داستان
این فیلم، مستندی از سفر مظفرالدین‌شاه قاجار به بلژیک است. در سفرنامهٔ مظفرالدین‌شاه، گزارشی آمده که در واقع همان متن این فیلم محسوب می‌شود:

امروز عید گل است و ما را دعوت به تماشا نمودند. رفتیم به تماشا. جناب اشرف صدراعظم و وزیر دربار هم در رکاب بودند. بسیار عید باتماشایی بود. تمام کالسکه‌ها را با گل مزین کرده و توی کالسکه‌ها و چرخ‌ها را پُر از گل نموده بودند که کالسکه‌ها پیدا نبود و خانم‌ها سوار کالسکه‌ها شده با دسته‌های گل در جلوی ما عبور می‌کردند و عکاس‌باشی هم مشغول عکس سینموفتوگراف اندازی بود…